# Epinephelus posteli
Epinephelus posteli es una especie de peces de la familia Serranidae en el orden de los Perciformes.

## Morfología
Los machos pueden llegar alcanzar los 100 cm de longitud total.

## Distribución geográfica
Se encuentra en Madagascar, KwaZulu-Natal (Sudáfrica) y el sur de Mozambique.